# Pulitzer-Preis 1975

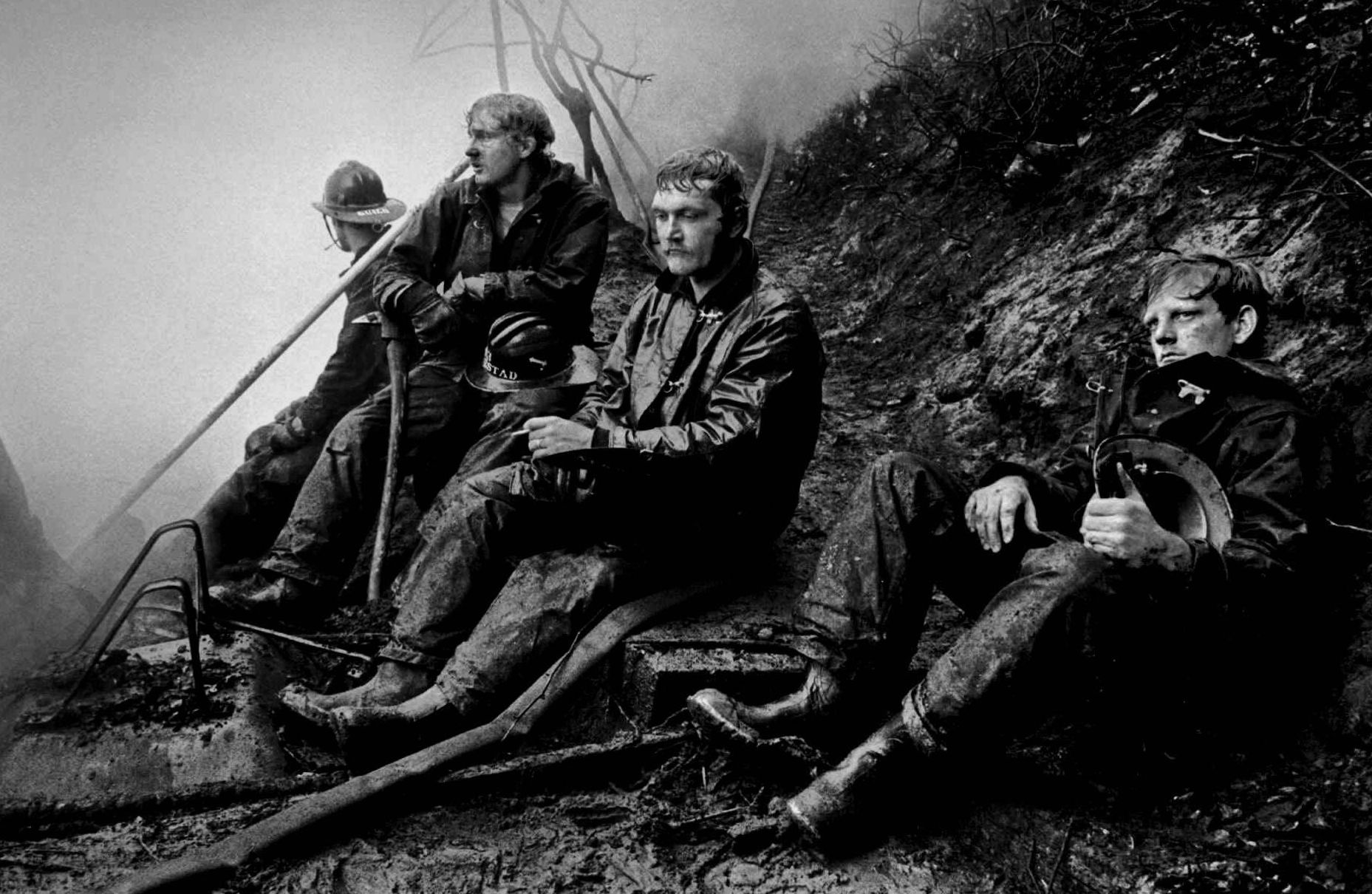
„Lull in the Battle“, das preisgekrönte Foto in der Kategorie Breaking News Photography

Der Pulitzer-Preis 1975 war die 59. Verleihung des US-amerikanischen Literaturpreises. Das „Pulitzer Prize Board“ vergab Preise für Arbeiten, die während des Kalenderjahres 1974 entstanden waren.
Die Jury bestand aus 14 Personen unter dem Vorsitz von Joseph Pulitzer, Jr. (III.)

## Bereich Journalismus(Journalism)
| Kategorie                                                  | Preisträger                                                                  | Begründung |
| ---------------------------------------------------------- | ---------------------------------------------------------------------------- | --- |
| Aktuelle Berichterstattung (Breaking News Reporting)       | Mitarbeiter der Xenia Daily Gazette (Xenia, Ohio)                            | Preis verliehen für die unter enormen Schwierigkeiten erfolgte Berichterstattung über den Tornado, der die Stadt am 3. April 1974 zerstörte.                                                                                 |
| Dienst an der Öffentlichkeit (Public Service)              | The Boston Globe                                                             | Preis verliehen für die umfangreiche und ausgewogene Berichterstattung über die Krise der Aufhebung der Rassentrennung an Schulen in Boston.                                                                                 |
| Investigativer Journalismus (Investigative Reporting)      | The Indianapolis Star                                                        | Preis verliehen wegen seiner Offenlegung von Korruption bei der örtlichen Polizei und zögerlicher Strafverfolgung, was zu einer Säuberung sowohl der Polizeibehörde als auch des Büros der Bezirksstaatsanwaltschaft führte. |
| Kritik (Criticism)                                         | Roger Ebert von der Chicago Sun-Times                                        | Preis verliehen für seine Filmkritiken im Jahr 1974. |
| Karikatur (Editorial Cartooning)                           | Garry Trudeau, vertrieben vom Universal Press Syndicate                      | Preis verliehen für seinen Zeichentrickfilm Doonesbury. |
| Leitartikel (Editorial Writing)                            | John Daniell Maurice von der Charleston Daily Mail                           | Preis verliehen für seine Leitartikel über die Schulbuchkontroverse im Kanawha County. |
| Kommentar (Commentary)                                     | Mary McGrory vom Washington Star                                             | Preis verliehen für ihre Kommentierungen öffentlicher Angelegenheiten im Jahr 1974. |
| Auslandsberichterstattung (International Reporting)        | William Mullen (Reporter) und Ovie Carter (Fotograf) von der Chicago Tribune | Preis verliehen für ihre Berichterstattung über die Hungersnot in Afrika und Indien. |
| Berichterstattung im Inland (National Reporting)           | Donald L. Barlett und James B. Steele von The Philadelphia Inquirer          | Preis verliehen für ihre Serie „Auditing the Internal Revenue Service“, die die ungleiche Anwendung der Bundessteuergesetze aufdeckte.                                                                                       |
| Aktuelle Fotoberichterstattung (Breaking News Photography) | Gerald H. Gay von The Seattle Times                                          | Preis verliehen für sein Foto von vier erschöpften Feuerwehrmännern „Lull in the Battle“ (deutsch: Ruhe in der Schlacht). |
| Feature-Fotoberichterstattung (Feature Photography)        | Matthew Lewis von The Washington Post                                        | Preis verliehen für seine Fotografien in Farbe und Schwarzweiß. |

## Bereich Literatur, Theater und Musik(Letters, Drama & Music)
| Kategorie                                                   | Preisträger |
| ----------------------------------------------------------- | --- |
| Geschichte (History)                                        | Jefferson and His Time, Vol I-V von Dumas Malone (Little) |
| Belletristik (Fiction)                                      | The Killer Angels von Michael Shaara (McKay) |
| Sachbuch (General Nonfiction)                               | Pilgrim at Tinker Creek von Annie Dillard (Harper’s Magazine Press) |
| Musik (Music)                                               | From the Diary of Virginia Woolf von Dominick Argento (Boosey & Hawkes) Für mittlere Stimme und Klavier, im Auftrag des Schubert Club of St. Paul, uraufgeführt am 5. Januar 1975 in der Orchestra Hall, Minneapolis. |
| Dichtung (Poetry)                                           | Turtle Island von Gary Snyder (New Directions) |
| Theater (Drama)                                             | Seascape von Edward Albee (Atheneum) |
| Biographie oder Autobiographie (Biography or Autobiography) | The Power Broker: Robert Moses and the Fall of New York von Robert Caro (Knopf) |